# Pectis latisquama
Pectis latisquama là một loài thực vật có hoa trong họ Cúc. Loài này được Sch.Bip. ex Greenm. mô tả khoa học đầu tiên năm 1903.